# Maska przeciwgazowa SzM-41M

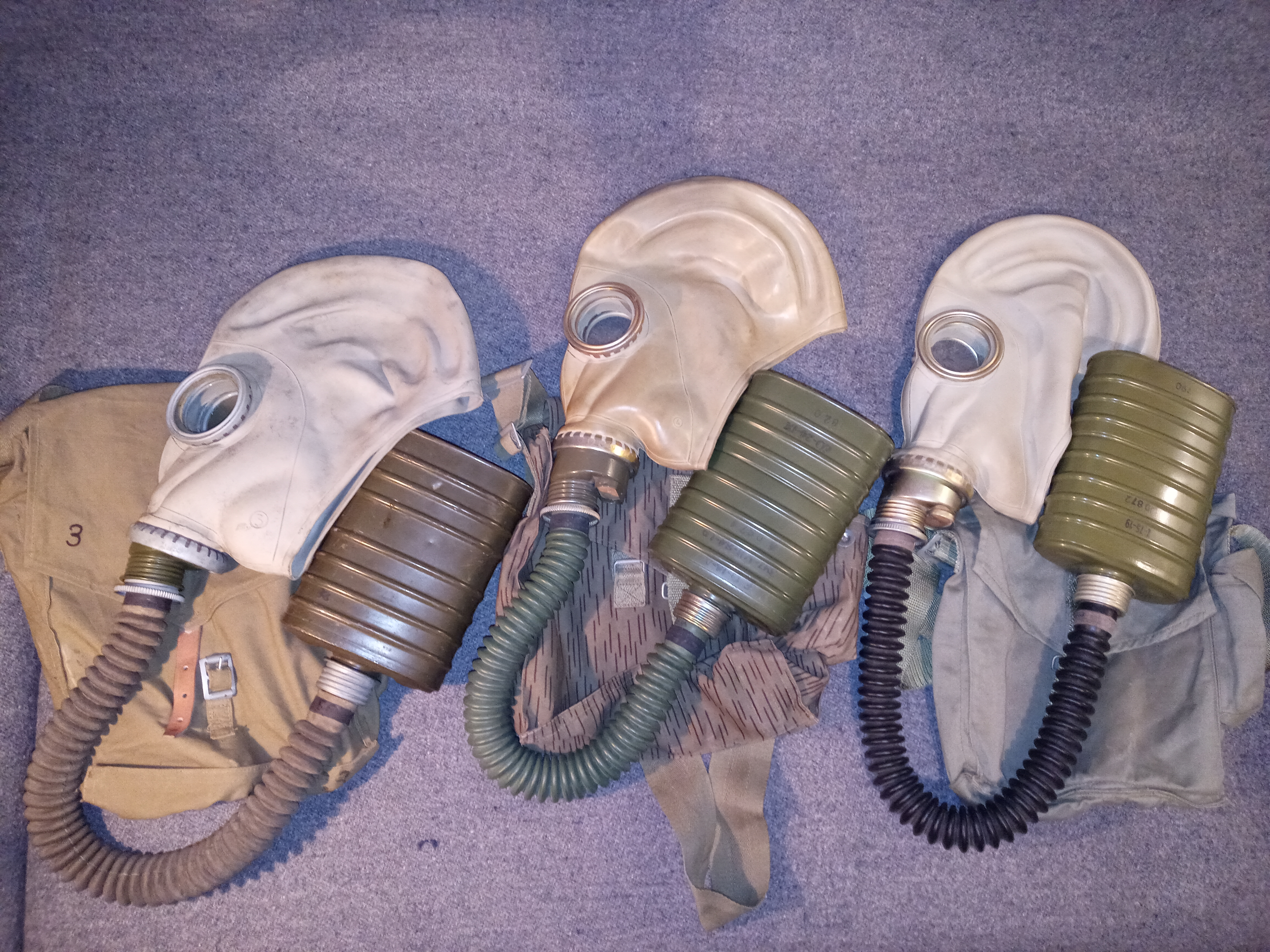
Maski przeciwgazowe (tak zwane „słonie”), od lewej SzM41 oraz dwie wersje SzM41-M w zestawach BSS-MO-4u

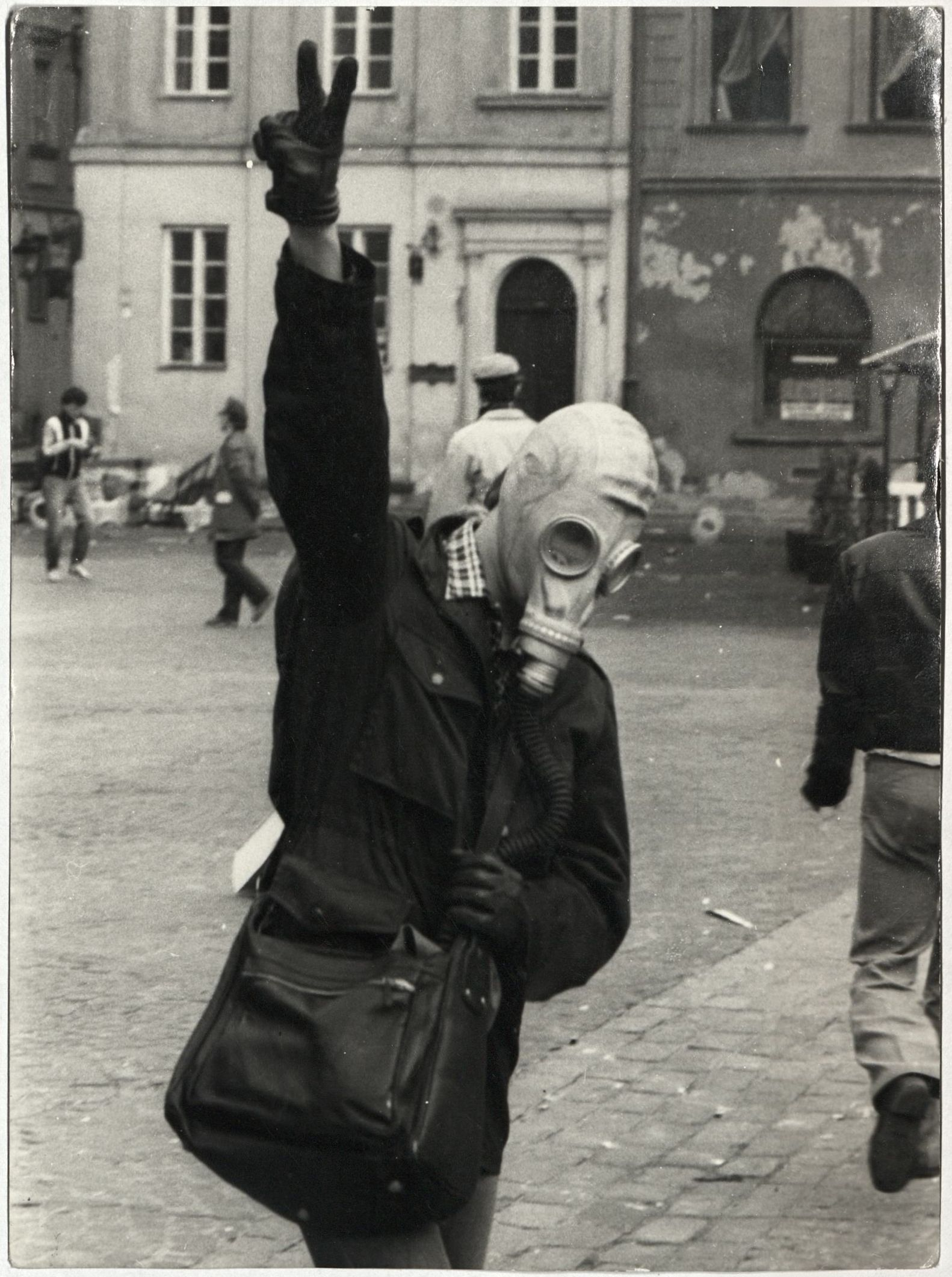
Demonstrant ze „słoniem” (1983)

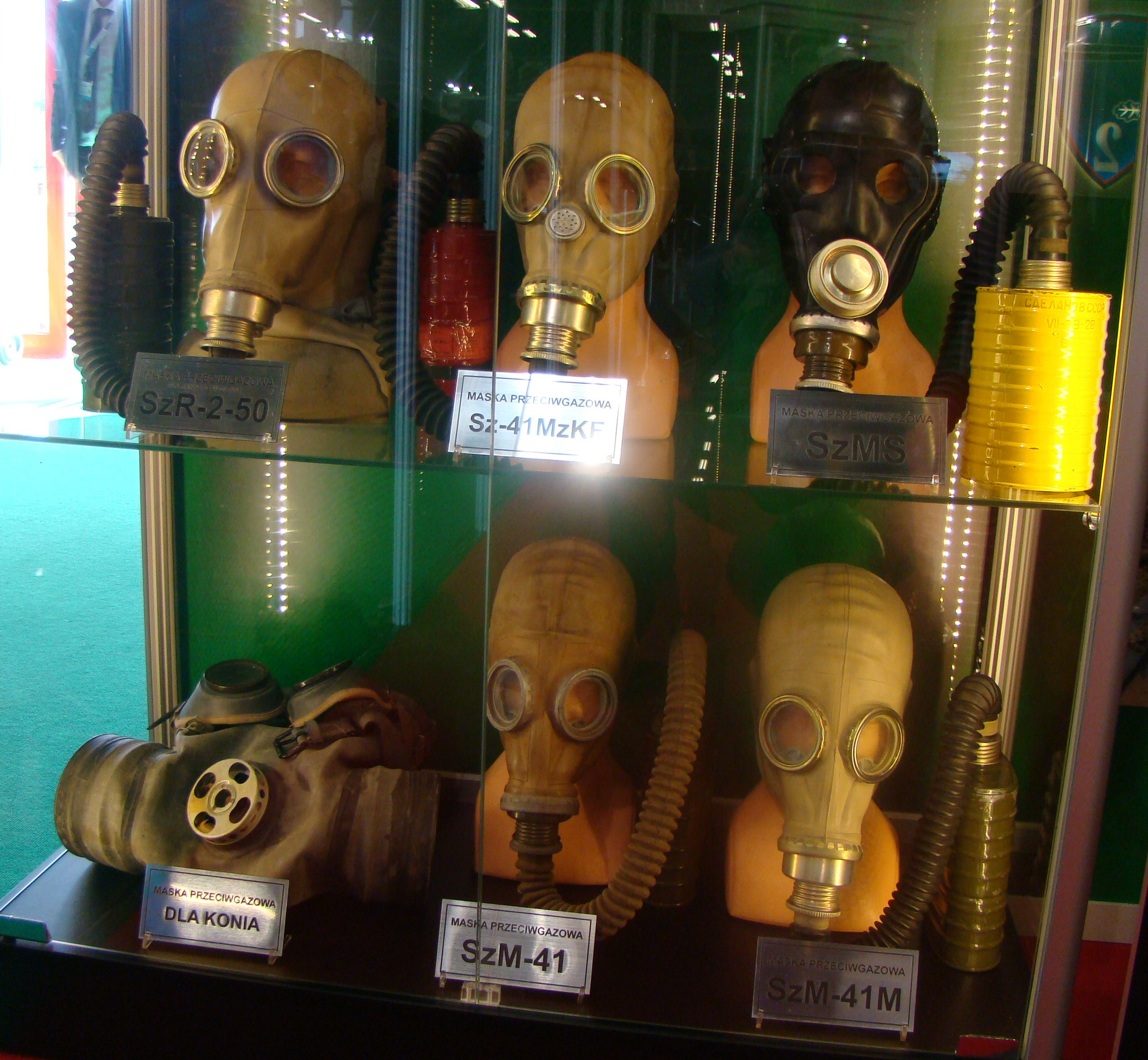
Różne typy masek

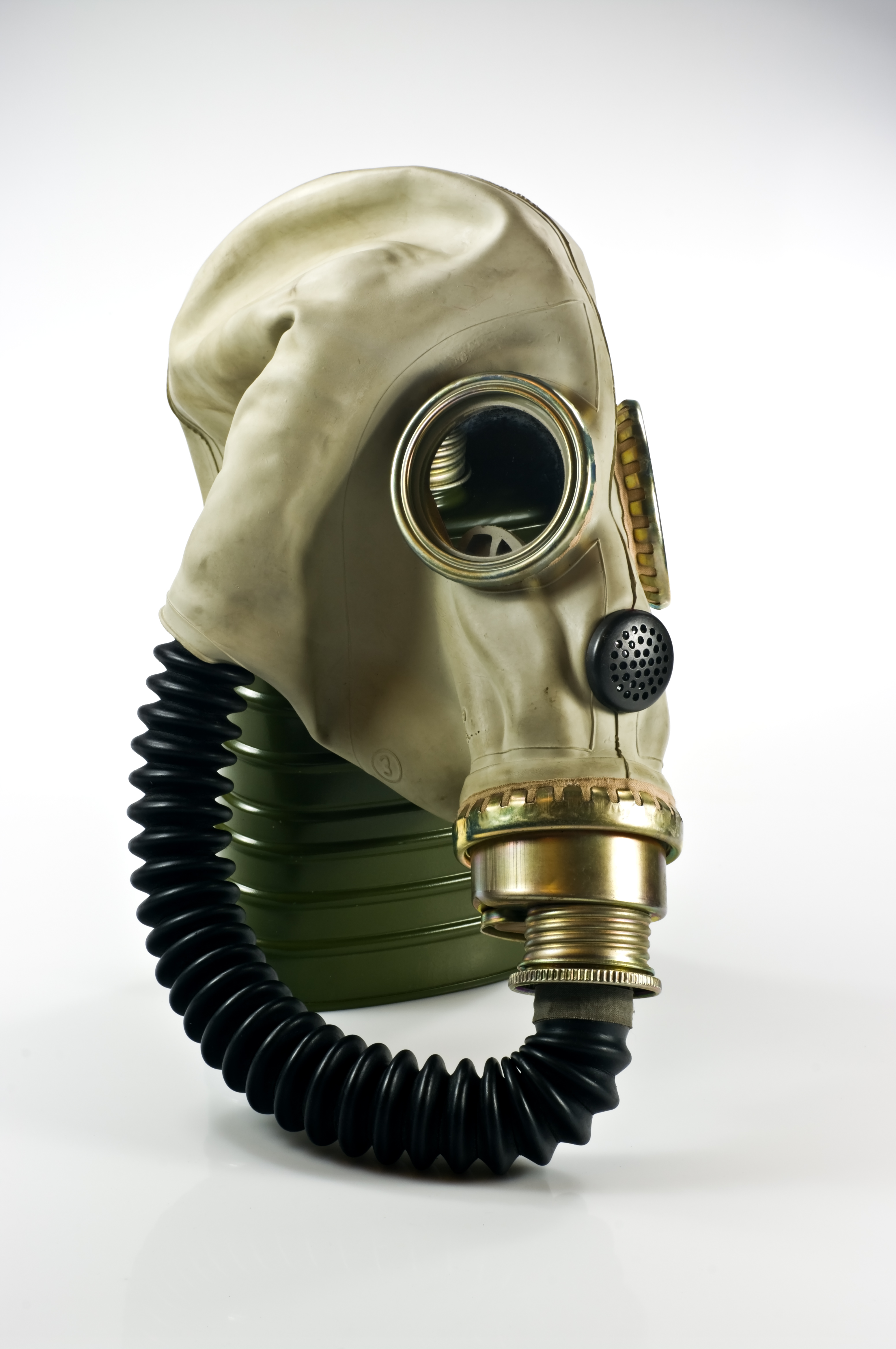
Część twarzowa z komorą foniczną SzM41-M KF (handlowa nazwa MUA)

Maska przeciwgazowa SzM-41M (nazwa handlowa OM-14, potocznie „słoń”) – polska maska przeciwgazowa, produkowana od wczesnych lat 60. do końca lat 80. XX wieku, będąca licencyjną wersją radzieckiej maski ШМ-41. 
SzM-41M służyła do ochrony dróg oddechowych przed szkodliwymi efektami pyłu radioaktywnego i bojowych środków trujących oraz przed bronią biologiczną i gazami przemysłowymi (wykorzystując specjalistyczne pochłaniacze). Używana była wraz ze strojami ochronnymi L-2 i OP-1. Następcą  była maska przeciwgazowa MP-4.

## Charakterystyka
Wyczerpywanie się zapasów i coraz gorszy stan techniczny wykorzystywanych przez Wojsko Polskie masek SzM-1 spowodowały, że zdecydowano się na produkcję nowego typu maski przeciwgazowej w kraju na licencji radzieckiej. Produkcję na dużą skalę rozpoczęto już w 1952. W ciągu kolejnych 3 lat wyprodukowano  1 653 000 masek SzM-41.
Maska była używana w Wojsku Polskim do początku pierwszej dekady XXI wieku. Ponadto używały jej Milicja Obywatelska, formacje Obrony Cywilnej i szeroko rozumiany przemysł.
Cześć twarzową produkowano w trzech podstawowych wersjach:
- SzM41 (maska z odróżniającą się od późniejszych wersji niską komorą zaworów, bezpośredni klon sowieckiej maski ШМ-1 produkowany w latach 50. XX wieku)
- SzM41-M (nazwa handlowa OM-14; do początku 1964 produkowano maskę z malowaną na zielono komorą zaworów, później komora była kadmowana),
- SzM41-M KF (KF – komora foniczna, nazwa handlowa MUA[3]; komora ułatwiała komunikacje głosową, była przeznaczona dla telefonistów).

Rury i torby nie posiadały własnego kodu handlowego ani wzoru, lecz w trakcie blisko czterdziestoletniej (od lat 50. do 90. XX wieku) produkcji powstawały różne ich wariacje. Rury łączące były produkowane we wczesnym okresie w dodatkowym oplocie materiałowym; w latach 60 zaprzestano tej praktyki i kontynuowano produkcję gumowych rur bez oplotu. Torby nośne były produkowano w wielu wersjach różniących się krojem, materiałem oraz systemem przenoszenia (niektóre posiadały zaczepy do podpięcia w wojskowym oporządzeniu, inne tylko taśmę biodrową).
Sama część twarzowa w zależności od wersji nosiła nazwę SzM41, SzM41-M lub SzM41-M KF. W kodzie handlowym SzM41-M nosiła nazwę OM-14, a wersja z komorą foniczną określana byłą jako MUA. Według podręcznika do szkolenia podstawowego formacji Obrony Cywilnej – maska w zestawie (czyli torba, filtropochłaniacz, rura łącząca oraz część twarzowa) to BSS-MO-4u. 

## Zawartość zestawu
Część twarzowa (maska właściwa)
Część twarzowa maski SzM-41 wykonana była z gumowego kadłuba, posiadała komorę zaworów, okulary i urządzenie chroniące szkła okularów przed zapoceniem. Później przy produkcji zastosowano bardziej elastyczną gumę i opracowano nową komorę zaworów z dwoma zaworami wydechowymi. Część twarzowa uzyskała wtedy symbol SzM-41 M. Produkowano ją w pięciu rozmiarach.
Rura łącząca
Rura łącząca wykonana była z karbowanej gumy. Górny jej koniec połączony był z komorą zaworów za pomocą wkrętki, dolny z pochłaniaczem za pomocą nakrętki.
Filtropochłaniacz
Pierwotnie w komplecie maski znajdował się produkowany na licencji radzieckiej pochłaniacz MO-4. Posiadał filtr aerozolowy z pionowymi fałdami i dwuczęściową warstwę. Pierwsza była przeznaczona do pochłaniania par gazów kwaśnych, druga warstwa posiadała właściwości katalitycznego utleniania i była przeznaczona do sorpcji arsenowodoru. Jeszcze w latach 50. XX w. pochłaniacz zmodernizowano, stosując jednowarstwową warstwę sorbentu i ulepszając materiał filtracyjny. Nowy pochłaniacz otrzymał symbol BSS-MO-4u.
Torba nośna
Wykonana była z tkaniny brezentowej. Miała przegrody na część twarzową maski i pochłaniacz oraz kieszeń do umieszczenia w niej indywidualnego pakietu przeciwchemicznego. W torbie znajdowały się gumowe lub drewniane klocki umożliwiające swobodny dopływ powietrza do pochłaniacza.